# Торубаров, Юрий Дмитриевич
Юрий Дмитриевич Торубаров — советский хозяйственный, государственный и политический деятель.

## Биография
Родился в 1932 году в Барабинске. Член КПСС.
Окончил Кемеровский горный институт и ВПШ при ЦК КПСС.
До 1970 — горный мастер, помощник начальника участка, начальник участка, районный инженер, заместитель начальника по производству, секретарь парткома шахты «Томусинская-1».
В 1969—1970 — второй секретарь Междуреченского горкома КПСС.
В 1972—1979 — инструктор отдела организационно-партийной работы Кемеровского обкома КПСС, первый секретарь Березовского горкома КПСС.
В 1979—1982 — первый секретарь Киселевского горкома КПСС.
В 1982—1985 — работник аппарата ЦК КПСС.
В 1985—1986 — первый заместитель председателя Совета Министров Узбекской ССР.
В 1986—1991 — работник аппарата ЦК КПСС.
Депутат Верховного Совета Узбекской ССР 11-го созыва. Делегат XXVI съезда КПСС.
После 1991 года — профессиональный писатель-фантаст.
Живёт в Москве.

## Награды
- Орден Трудового Красного Знамени (1974)